# Jan Messchert van Vollenhoven
Jan Messchert van Vollenhoven (Amsterdam, 6 oktober 1812 – Bloemendaal, 8 juni 1881) was een Nederlands conservatieve bestuurder en Kamerlid uit een Waals hervormde familie van Amsterdamse bierbrouwers. Tevens was hij burgemeester van de gemeente Amsterdam van 1858 tot 1866.

## Levensloop
Zijn vader, A.J. van Vollenhoven, was bierbrouwer van De Gekroonde Valk in Amsterdam en lid van Provinciale Staten van Noord-Holland. Zijn moeder was Maria Wilhelmina Backer
Jan Messchert van Vollenhoven studeerde van 1829 tot 1830 aan het Atheneum Illustre te Amsterdam waarna hij van 1830 tot 1834 Romeins en hedendaags recht studeerde aan de Hogeschool van Leiden. Zijn dissertatie was getiteld: "De exigua vi, quam philosophia graeca habuit in eformanda jurisprudentia Romana".
In 1850 trouwde hij met Margaretha Catharina van Lennep. In 1851 deed hij samen met Christiaan Pieter van Eeghen en Joshua van Eik een oproep aan een aantal vooraanstaande Amsterdammers om een particuliere bouwmaatschappij op te richten, die iets zou moeten doen aan de heersende woningnood en belabberde huisvesting van arbeidersgezinnen. Het leidde in februari 1852 tot de oprichting van de eerste woningbouwvereniging van Nederland: de Vereeniging ten behoeve der Arbeidersklasse te Amsterdam.
Hij vervulde na advocaat te zijn geweest functies bij de rechterlijke macht waaronder de functie van substituut-officier. In 1852 had Messchert van Vollenhoven er zijn afscheid, daar hij door de gemeenteraad van Amsterdam tot wethouder was gekozen. Kort daarna werd hij gedeputeerde en in 1858 burgemeester van Amsterdam. Hij nam echter in 1864 ontslag vanwege de zwaarte van het ambt. Het district Utrecht koos hem in 1873 tot Tweede Kamerlid alwaar hij onder andere de voorzitter van de parlementaire enquêtecommissie Nederlandse koopvaardijvloot was. Daarvoor was hij negen jaar Eerste Kamerlid geweest.
Messchert van Vollenhoven werd op 26 februari 1866 benoemd tot Commandeur in de Orde van de Nederlandse Leeuw. Tevens was hij Officier in de Orde van de Eikenkroon. In 1881 stierf Jan Messchert van Vollenhoven op 68-jarige leeftijd in zijn buitenhuis, Huize Boekenrode, te Bloemendaal.

## Loopbaan
- advocaat te Amsterdam, van 1834 tot 15 september 1838
- substituut-griffier Arrondissementsrechtbank te Amsterdam, van 15 september 1838 tot 12 mei 1842
- substituut-Officier van Justitie, van 12 mei 1842 tot september 1851
- lid gemeenteraad van Amsterdam, van september 1851 tot 1853
- wethouder van de gemeente Amsterdam, van september 1851 tot februari 1853
- lid Provinciale Staten van Noord-Holland voor het kiesdistrict Amsterdam, van 1852 tot 1858
- lid Gedeputeerde Staten van de provincie Noord-Holland, van 23 februari 1853 tot april 1858
- lid gemeenteraad van Amsterdam, van 1858 tot 1866
- burgemeester van de gemeente Amsterdam, van 15 april 1858 tot maart 1866
- lid Eerste Kamer der Staten-Generaal voor de provincie Noord-Holland, van 14 april 1864 tot 15 september 1873
- lid Tweede Kamer der Staten-Generaal voor het kiesdistrict Utrecht, van 16 september 1873 tot 16 september 1877

## Nevenfuncties
Hij was een typische negentiende-eeuwse conservatieve regent met vele bestuursfuncties.
- regent Spin- en Werkhuis te Amsterdam, van 1843 tot 1851
- commissaris van Entrepotdok te Amsterdam
- hoofdingeland waterschap De Hondsbossche en Duinen tot Petten
- lid Raad van Commissarissen West-Indische Maatschappij
- commissaris Spaarbank voor de stad Amsterdam
- commissaris Amsterdamsche Bouwvereniging
- lid Raad van Toezicht Paleis van Volksvlijt te Amsterdam
- voorzitter Vondelparkbestuur
- voorzitter vergadering van zetters
- lid van de Commanditaire Sociëteit onder de firma Van Vollenhove en Co
- voorzitter bestuur Doorgangshuis te Hoenderloo
- voorzitter Nederlandsch Bijbelgenootschap
- ouderling Waalse gemeente te Amsterdam
- Lid van de Vereniging voor Christelijk Maatschappelijke Arbeid Koning Willemshuis
- president Raad van Commissarissen Hollandsche IJzeren Spoorweg-Maatschappij
- lid Brandraad te Amsterdam

## Lidmaatschap Genootschappen
- lid genootschap "Het Casino"
- lid genootschap "Doctrina"
- lid genootschap "Felix Meritis"
- lid genootschap "Het Leesmuseum"
- directeur Hollandsche Maatschappij van Wetenschappen

- Biografisch Portaal: 01048837
- Digitale Bibliotheek voor de Nederlandse Letteren: mess027
- International Standard Name Identifier: 0000 0003 9774 485X
- Nederlandse Thesaurus van Auteursnamen: 070226946
- Parlement.com: vg09ll3c50z4
- Virtual International Authority File: 52085450
- WorldCat: E39PBJmhRHVgPcqVPy89vpxMT3